# Cal Xacó de Vilagrasseta
Cal Xacó de Vilagrasseta és un habitatge del nucli de Vilagrasseta, al municipi de Montoliu de Segarra (Segarra), inclòs a l'Inventari del Patrimoni Arquitectònic de Catalunya.

## Descripció
Casa situada al centre del nucli urbà, dins del carrer principal del poble. Aquesta se'ns presenta de planta irregular, estructurada a partir de planta baixa, primer pis i golfes, i coberta exterior a doble vessant. La seva façana principal s'obre al C/ Major del poble, amb una de les dues portes d'accés a l'edifici.

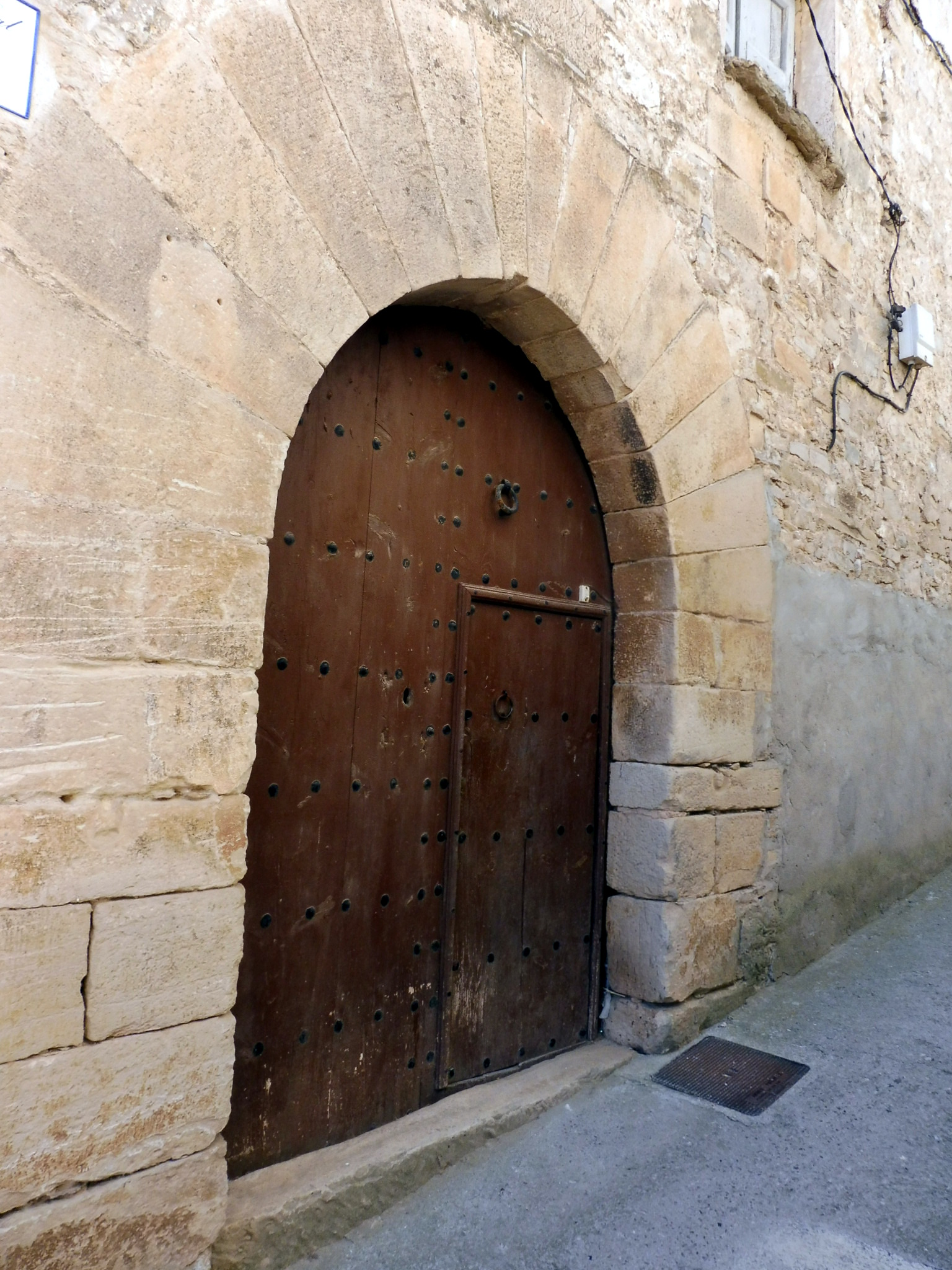
Portada

 Aquesta primera, es tracta d'una porta d'accés estructurada amb d'arc de mig punt adovellat, i damunt la clau d'arc, hi ha una inscripció que diu "ANY 1740". La segona porta d'accés de l'edifici es troba a la planta baixa de la façana exterior situada al C/ Fort i presenta una estructura allindada amb un relleu en forma de cor a la llinda d'aquesta, dins del qual hi ha la data "1771", i aquesta una porta d'accés a la part agrícola de la casa. La façana exterior de l'edifici, també presenta un altre element a destacar, un balcó sostingut per mènsules arrodonides. L'obra presenta un parament paredat amb sectors arrebossats i també carreus de pedra del país en totes les obertures de la façana exterior que s'obra al C/ Fort, així com, a la porta d'accés a l'edifici situada al C/ Major.

## Història
La formació del nucli primitiu de Vilagrassa (actualment anomenat Vilagrasseta) va ser a partir de la segona meitat del segle xi, quan l'any 1059, els comtes de Barcelona Ramon Berenguer I i la seva dona Almodis cediren el puig de Vilagrassa a Dalmau Gerovard i a la seva dona Eizolina perquè hi bastissin un castell. Durant el segle xii, aquest castell passà als Cervera i l'any 1227, Guillem de Cervera llegà el terme i el castell, al monestir de Santes Creus. El rei Jaume I, l'any 1255, confirmarà a aquest monestir, la possessió de Vilagrasseta juntament amb els béns que tenia a Cervera i a prop de Tàrrega. Vilagrasseta va ser possessió del monestir de Santes Creus fins a la desamortització del segle xix. Actualment no s'han conservat cap vestigi d'aquest primitiu castell.